# Greg Laughlin

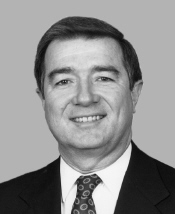
Greg Laughlin

Gregory H. „Greg“ Laughlin (* 21. Januar 1942 in Bay City, Texas) ist ein US-amerikanischer Politiker. Zwischen 1989 und 1997 vertrat er den Bundesstaat Texas im US-Repräsentantenhaus.

## Werdegang
Greg Laughlin besuchte bis 1960 die West Columbia High School und studierte danach bis 1964 an der Texas A&M University. Nach einem anschließenden Jurastudium an der University of Texas und seiner 1967 erfolgten Zulassung als Rechtsanwalt begann er in diesem Beruf zu arbeiten. Zwischen 1964 und 1967 sowie nochmals von 1970 bis 1988 gehörte er der Reserve der US Army an. In den Jahren 1970 bis 1974 fungierte er als stellvertretender Staatsanwalt im Harris County. Politisch war er damals Mitglied der Demokratischen Partei. 1986 kandidierte er noch erfolglos für das US-Repräsentantenhaus.
Bei den Kongresswahlen des Jahres 1988 wurde Laughlin dann aber im 14. Wahlbezirk von Texas in das US-Repräsentantenhaus in Washington, D.C. gewählt, wo er am 3. Januar 1989 die Nachfolge von Mac Sweeney antrat. Nach drei Wiederwahlen konnte er bis zum 3. Januar 1997 vier Legislaturperioden im Kongress absolvieren. 1995 wechselte er zur Republikanischen Partei, die ihm einen Sitz im einflussreichen Committee on Ways and Means angeboten hatte. Im Jahr 1996 wurde er von seiner neuen Partei nicht mehr zur Wiederwahl nominiert.
Seit dem Ende seiner Zeit im US-Repräsentantenhaus praktizierte Greg Laughlin wieder als Anwalt. Er war Wahlbeobachter bei der Präsidentschaftswahl in Kamerun 2004, die er als ordnungsgemäß einstufte.